# 古德霍普 (加利福尼亞州)
古德霍普（英語：Good Hope）是位於美國加利福尼亞州河濱縣的一個人口普查指定地區。

## 地理
古德霍普的座標為33°46′14″N 117°16′38″W / 33.77056°N 117.27722°W，而該地最高點為海拔高度495米（即1624英尺）。

## 人口
根據2010年美國人口普查的數據，古德霍普的面積為29.092平方千米，均為陸地。當地共有人口9192人，而人口密度為每平方千米315人。